# Angelina (Zwierydowska)

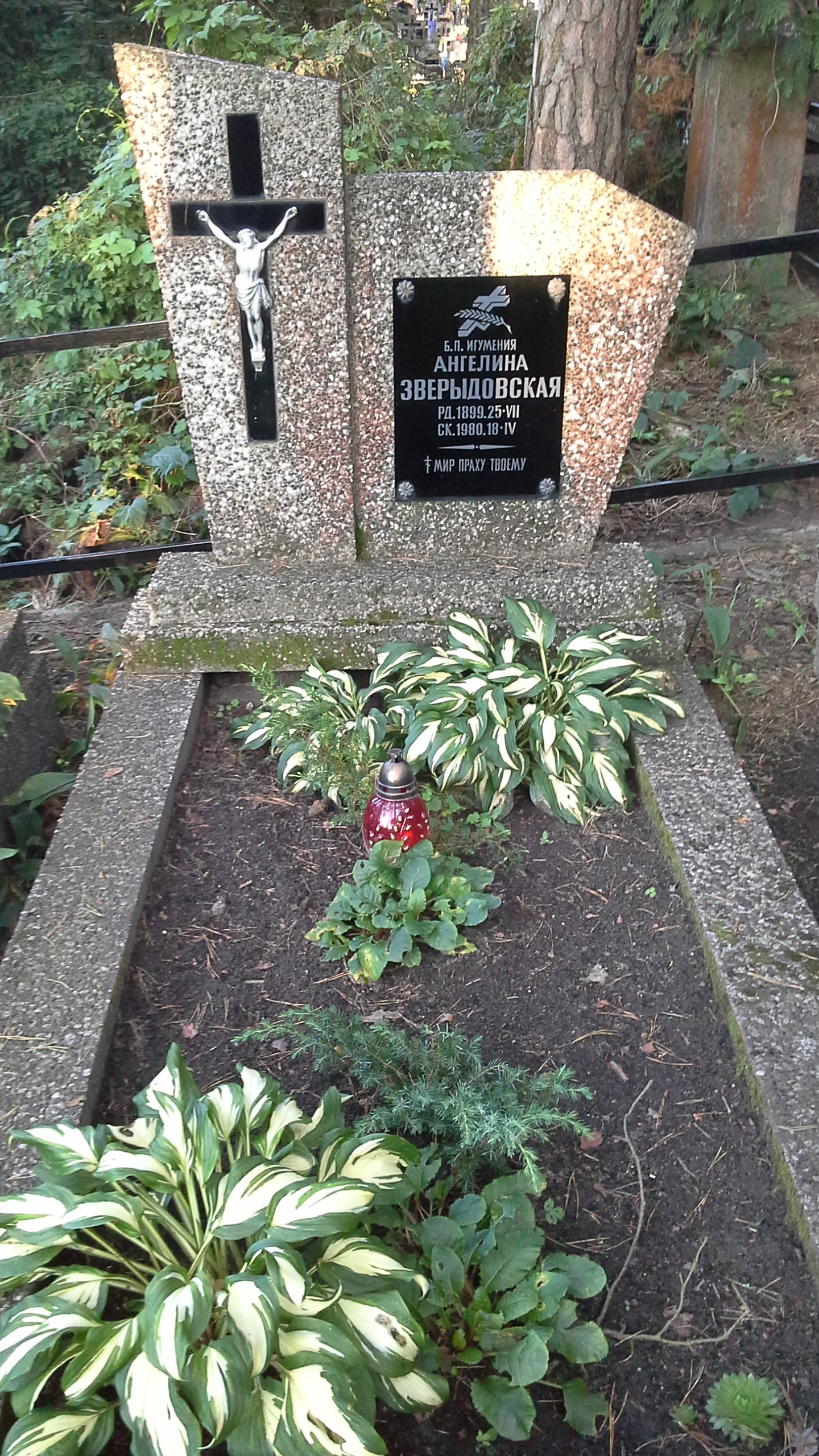
Grób ihumeni Angeliny na cmentarzu monasterskim na Grabarce

Angelina, imię świeckie Anna Zwierydowska (ur. 25 lipca 1899 w okolicach Mohylewa, zm. 18 kwietnia 1980 na górze Grabarce) – polska mniszka prawosławna pochodzenia białoruskiego, czwarta przełożona monasteru Świętych Marty i Marii na Świętej Górze Grabarce.

## Życiorys
Pochodziła z okolic Mohylewa. Istnieją informacje, według których przed II wojną światową wstąpiła do jednego z monasterów w diecezji grodzieńskiej PAKP, być może złożyła śluby mnisze w riasofor, brak jednak informacji, gdzie i kiedy miało to miejsce, a jej nazwiska brakuje w wykazach mniszek i posłusznic PAKP z 1938. W klasztorze na Grabarce przebywała od 1956. Wieczyste śluby mnisze złożyła w monasterze na Grabarce 6 listopada tego samego roku na ręce metropolity warszawskiego i całej Polski Makarego. Już dwa lata później, po śmierci ihumeni Marii, objęła kierownictwo nad żeńską wspólnotą mniszą na Grabarce i została podniesiona do godności ihumeni. W 1962 zrezygnowała z pełnienia tych obowiązków, a nową przełożoną klasztoru została przyjęta do niego w tym samym roku Barbara (Grosser). Ihumenia Angelina pozostała w monasterze i do śmierci była odpowiedzialna za prowadzenie chóru mniszek oraz parafialnego chóru świeckich. Została pochowana na cmentarzu monasterskim na Grabarce.